# Kim Byeong-eon
Kim Byeong-eon es un escritor coreano.

## Biografía
Kim Byeon-eon publicó su primera novela después de los 40 años. Nació en Daegu en 1951 y se graduó de Lingüística en la Universidad Nacional de Seúl. Pasó muchos años trabajando en sitios diferentes, incluidos una empresa de comercio, un hotel, una firma de construcción y una compañía de transporte. Para él permanecer en un mismo trabajo dos años se convertía en un fastidio, así que cada vez que cambiaba de trabajo, cambiaba también de rubro. Cuando trabajó para la empresa de construcción lo hizo en un desierto de Oriente Medio, una experiencia que ha usado como telón de fondo en su primera recopilación de relatos cortos Tres historias tristes sobre perros. También se refleja en su historia "Ofreciéndolo a la tierra amarilla" (incluido en la recopilación Pacífico sur), además de otras obras.
Debutó en 1992 con el relato "Recogiendo las espigas de arroz", que se publicó en la publicación literaria Cultura y Sociedad. Después dejó de trabajar y se dedicó solo a escribir. Buscó un estilo ortodoxo de escritura, libre de las modas literarias. Sus obras han recibido elogios por su consistencia y sinceridad.

## Obra
Sus obras se pueden clasificar como realistas, con retratos cuidados y coloridos de diversas escenas comunes de la vida diaria. Cubren desde la guerra de Corea al presente, desde las provincias a los desiertos de Oriente Próximo y tratan sobre todo tipo de historias. Describen diversas eras, lugares y personajes, pero su talento es particularmente adecuado para capturar a los lectores con sus delicados retratos de la gente marginada y peculiar. Su escritura se destaca por su sólida y elegante prosa, los argumentos elaborados, las vívidas descripciones y los finales abiertos.

## Premios
- Premio Literario Dong-in (Finalist, 2007)
- Premio Literario Han Mu-sook (2008)

## Obras en coreano (lista parcial)
- Tres historias tristes sobre perros (1995)
- Amor de tontos (1997)
- Recogiendo las espigas de arroz
- El cuchillo del carpintero (1999)
- Pacífico sur (2007)